# Aérodrome de Tortuguero
L'aérodrome de Tortuguero (code IATA : TTQ • code OACI : MRBT)est géré par la Direction Générale de l'Aviation Civile. En 2014, l'aéroport a enregistré 11 577 passagers.

## Situation
| \| 50 km1:1 721 000 \| Bahia Drake Barra del Colorado Coto 47 Golfito Nosara Palmar Sur Puerto Jiménez Punta Islita Quépos San Isidro de El General Tamarindo Tambor Tortuguero Libéria San José T. Bolaños Limón San José-J.-Santamaría |
| 50 km1:1 721 000 |

## Services réguliers
| Compagnies | Destinations                                                        |
| ---------- | ------------------------------------------------------------------- |
| Nature Air | Limón, San José-J. Santamaría                                       |
| Sansa      | Barra del Colorado, San José-J. Santamaría [via Barra del Colorado] |

## Statistiques Passagers
Pour des raisons techniques, il est temporairement impossible d'afficher le graphique qui aurait dû être présenté ici.

Voir la requête brute et les sources sur Wikidata.

Ces données montrent le nombre de mouvements de passagers dans l'aéroport, selon la Direction Générale de l'Aviation Civile du Costa Rica'Annuaires Statistiques.